# 西春近バスストップ

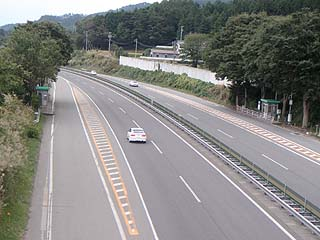
西春近パスストップ

西春近バスストップ（にしはるちかバスストップ）は、長野県伊那市西春近にある中央自動車道上のバス停留所である。
「中央道西春近」と表記されている。

## 停車する路線
- 飯田 - 新宿線（中央高速バス、伊那バス・信南交通・アルピコ交通・京王バス）
伊那BS - 西春近BS - 宮田BS
- 飯田 - 横浜線（ベイブリッジ号、伊那バス）
伊那BS - 西春近BS - 宮田BS
- 飯田 - 長野線（みすずハイウェイバス、伊那バス・信南交通・アルピコ交通）
伊那BS - 西春近BS - 宮田BS
- 飯田 - 立川線（立川バス、京王バス、伊那バス）
伊那BS - 西春近BS - 宮田BS
- 駒ヶ根・伊那 - 新宿線（トラビスジャパン）
伊那BS - 西春近BS - 宮田BS
- 駒ヶ根・飯田 - 京都・大阪線（トラビスジャパン）
伊那BS - 西春近BS - 宮田BS

## バス停へのアクセス
- 最寄りの鉄道駅は、飯田線下島駅、徒歩30分。
- 飯田線伊那市駅よりタクシーで10分。
- 飯田線伊那市駅より伊那バス西春近方面地区循環で小出三区公民館停留所から徒歩10分。

## 周辺
付近に、中央道伊那スキーリゾートがある。

## 隣
E19 中央自動車道
(23) 伊那IC/伊那BS - (23-1) 小黒川PA/スマートIC - 西春近BS - 宮田BS - (24) 駒ヶ根IC/駒ヶ根BS